# Vito Paulekas

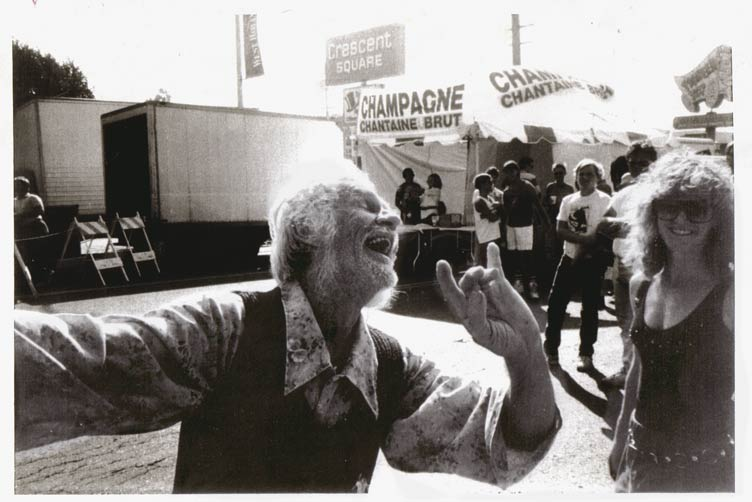
Vito Paulekas beim Tanzen in L.A.

Vitautus Alphonsus „Vito“ Paulekas (* 20. Mai 1913 in Lowell, Massachusetts; † 25. Oktober 1992 in Cotati, Kalifornien) war ein US-amerikanischer Künstler und Lebenskünstler, der eine führende Rolle in der kalifornischen Freak-Szene der 1960er spielte und Musiker wie The Byrds, Love und Frank Zappa beeinflusste.

## Biografie
Paulekas wurde als Sohn litauischer Einwanderer geboren. Als Jugendlicher verbrachte er einige Zeit in einer Besserungsanstalt und erlernte das Handwerk eines Holzbildhauers. In den 1930er Jahren gewann er Tanzmarathon-Wettbewerbe. 1938 wurde er wegen bewaffneten Raubüberfalls verurteilt, kam aber 1942 wieder frei und ging zur US-Handelsmarine. Um 1946 zog er nach Los Angeles, Anfang der 1960er wohnte er am Beverley Boulevard. Hier hatte er ein Atelier, wo er Töpferkurse und Tanzunterricht gab. Seine Frau Szou (geboren 1943 als Sueanne Shaffer) führte eine der ersten Boutiquen, in denen es Hippie-Mode zu kaufen gab.
Um 1963 herum begannen Paulekas, seine Frau Szou und ihr Freund Carl Franzoni (geboren 1934 in Cincinnati, Ohio), auch bekannt als „Captain Fuck“, zusammen mit einer wachsenden Gruppe von „Freaks“ in Clubs als Tänzer aufzutreten. Sie lebten in Kommune-ähnlichen Verhältnissen, praktizierten die freie Liebe und eine freie Form des Tanzens („free form dance“). 1964 bot Paulekas den Byrds seine Räumlichkeiten zum Proben an. Im Jahr darauf begleitete er mit seinen Freak-Tänzern die Band auf deren US-Tour. Später nutzten auch Arthur Lee und seine Band Love Paulekasʼ Haus zum Proben.
In manchen Clubs war Paulekasʼ Tanztruppe, zu der auch Mitglieder der späteren Bands GTOs und Fraternity of Man gehörten, mindestens genauso zugkräftig wie das Bühnenprogramm. Sie residierten im Laurel Canyon in einem Holzhaus, in dem früher Tom Mix und später Frank Zappa wohnten. Unter dem Namen „Vito and the Hands“ nahm Paulekas 1966 die Single Where Itʼs At auf, unterstützt von einigen der Mothers of Invention und produziert von Kim Fowley. Paulekas soll als erster die Ausdrücke „Freak“ und „Freak-out“ benutzt haben, um die Szene zu beschreiben. Paulekas, Franzoni und andere Freaks waren an den Aufnahmen zu Frank Zappas Album Freak Out! beteiligt. Paulekas war in einigen Dokumentarfilmen zu sehen, darunter Mondo Hollywood (1967) und You Are What You Eat (1968).
Nachdem Richard Nixon 1968 US-Präsident geworden war, zog Paulekas nach Haiti und später nach Jamaika, bevor er nach Kalifornien zurückkehrte und sich in Cotati niederließ. Hier gründete er mit Franzoni den Freestore-Kleiderladen und baute einen Musikpavillon für den Ort.
Paulekas und Szou ließen sich Mitte der 1970er scheiden. Sie hatten vier Kinder, von denen zumindest eines, Godo, als Kind starb. Paulekas starb 1992 in Cotati im Alter von 79 Jahren.